# Corcos del Valle
Corcos del Valle oder auch nur Corcos ist ein nordspanischer Ort und eine Gemeinde (municipio) mit 210 Einwohnern (Stand: 2024) im Osten der Provinz Valladolid der Autonomen Gemeinschaft Kastilien-León.

## Lage
Der Ort Corcos del Valle liegt auf der kastilischen Hochebene in einer Höhe von etwa 790 m ü. d. M. Die Provinzhauptstadt Valladolid befindet sich nur ca. 21 km (Fahrtstrecke) südlich; Palencia, die Hauptstadt der Nachbarprovinz, ist gut 31 km in nordöstlicher Richtung entfernt. Das Klima im Winter ist durchaus kalt, im Sommer dagegen warm bis heiß; die spärlichen Regenfälle (ca. 435 mm/Jahr) fallen verteilt übers ganze Jahr.

## Bevölkerungsentwicklung
| Jahr      | 1857  | 1900 | 1950 | 2000 | 2016 |
| Einwohner | 1.071 | 927  | 933  | 270  | 214  |

Der Bevölkerungsrückgang in der zweiten Hälfte des 20. Jahrhunderts ist im Wesentlichen auf die Mechanisierung der Landwirtschaft und den daraus resultierenden Verlust an Arbeitsplätzen zurückzuführen.

## Wirtschaft
Die auf den fruchtbaren Lehm- und Lössböden betriebene Feldwirtschaft und die Haltung von Kleinvieh (v. a. Hühner) bildeten jahrhundertelang die Lebensgrundlage der als Selbstversorger lebenden Bevölkerung der Region; Maultiere und Esel wurden als Zug- und Tragtiere gehalten. Überschüsse konnten auf den Märkten von Valladolid verkauft werden. Seit dem Mittelalter entwickelten sich auch Handwerk, Kleinhandel und Dienstleistungsbetriebe aller Art.

## Geschichte
In vorrömischer Zeit gehörte die Region zum Siedlungsgebiet des keltischen Volksstamms der Vaccäer; später kamen Römer und Westgoten und im 8. Jahrhundert wurde das Gebiet von den Mauren überrannt – alle vier Kulturen haben jedoch in dem ehemals möglicherweise bewaldeten Gebiet nur wenig archäologisch verwertbaren Spuren hinterlassen. Bereits im 9. Jahrhundert eroberten asturisch-leonesische Heere die Gebiete nördlich des Duero zurück (reconquista). Ende des 10. Jahrhunderts machte der maurische Heerführer Almansor die christlichen Erfolge vorübergehend wieder zunichte, aber im 11. Jahrhundert dehnte das Königreich León sein Herrschaftsgebiet erneut bis zur Duero-Grenze aus. Die Region wurde wiederbesiedelt (repoblación). Nach vorangegangenen Versuchen vereinigte sich León im Jahr 1230 endgültig mit dem Königreich Kastilien, doch kam es auch in der Folgezeit immer wieder zu Auseinandersetzungen. Seine Blütezeit erlebte der Ort im ausgehenden Mittelalter und in der frühen Neuzeit.

## Sehenswürdigkeiten

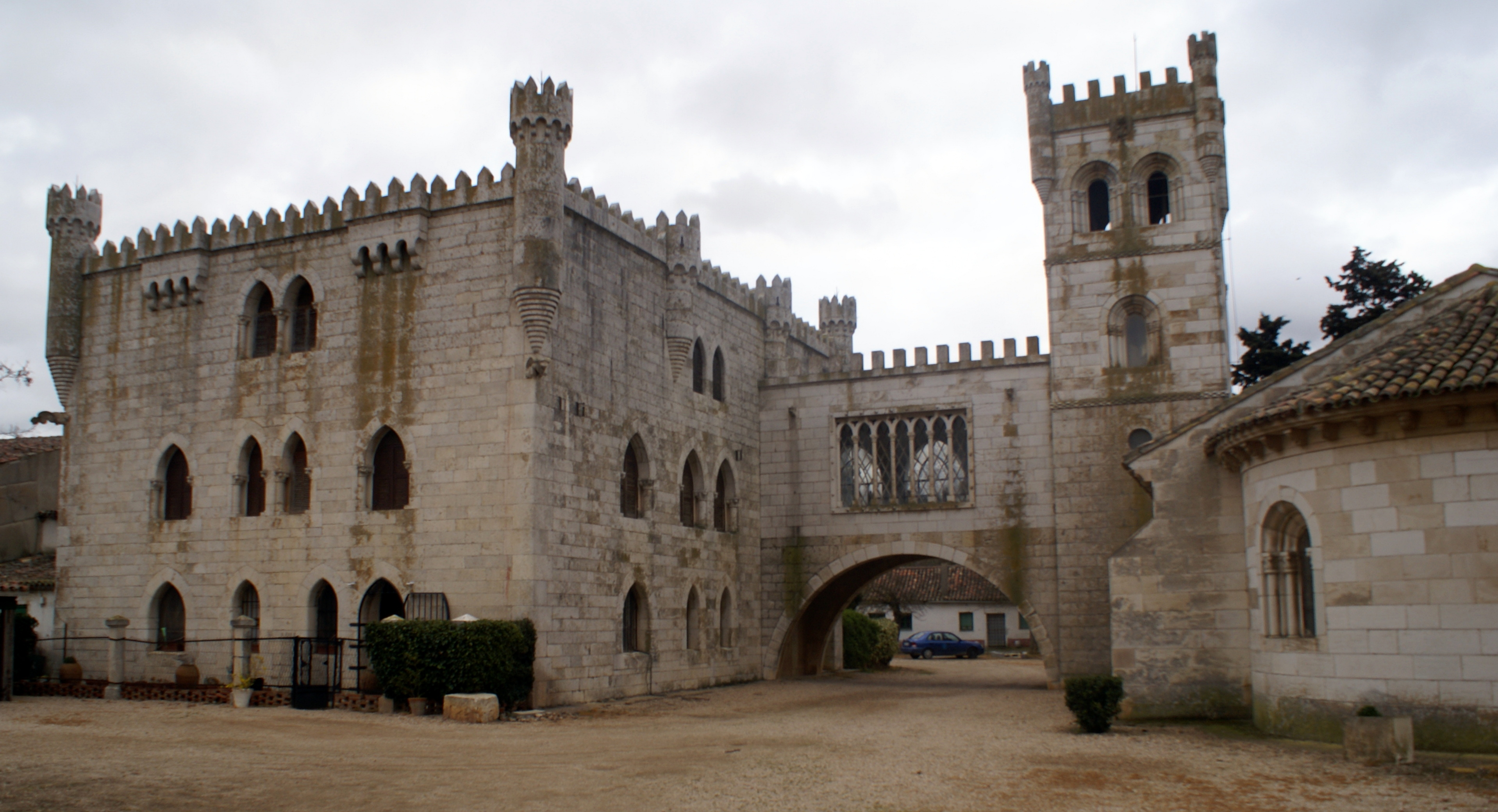
Castillo de Aguilarejo

- Mit dem Bau der größtenteils aus exakt behauenen Natursteinen gemauerten dreischiffigen Iglesia de Santa María la Mayor wurde im ersten Viertel des 16. Jahrhunderts begonnen. Bemerkenswert sind die zahlreichen Rundfenster im oberen Teil des Mittelschiffs und am Turm. Die drei Schiffe haben Stuckgewölbe auf einer hölzernen Unterkonstruktion. Der in strengem Renaissancestil entworfene Hauptaltar stammt aus dem Jahr 1656; weitere Altäre schmücken die Seitenschiffwände.[5]

Umgebung
- Das Castillo de Aguilarejo steht nahe dem Canal de Castilla im Südosten der Gemeinde. Es ist ein im 19. Jahrhundert in einem Stilmix aus neoromanischen und neogotischen Elementen errichteter Bau mit Burgkapelle; er befindet sich in Privatbesitz.
- Die im 13. Jahrhundert, aber noch in romanischen Stilformen erbaute Kirche des im 19. Jahrhundert teils abgerissenen, teils als Scheune genutzten Zisterzienserklosters Santa María de Palazuelos befindet sich nur ca. 1,5 km weiter südwestlich nahe beim Río Pisuerga.[6]